# Даја
Даја је директни неправилни Јупитеров природни сателит. Открио га је тим астронома са Универзитета на Хавајима, на челу са Скотом Шепардом (енгл. Scott Sheppard) 2000. године. Његово тадашње име било је S/2000 J 11. Припада Хималијиној групи Јупитерових природних сателита. Његов пречник износи око 4 km.